# Neolitska revolucija
Neolitska revolucija je prva poljoprivredna revolucija — prelazak sa lovačko-sakupljačkog načina života na bavljenje poljoprivredom i sedelački način života. Arheološki podaci ukazuju na to da su se različiti oblici domestikacije biljaka i životinja pojavili nezavisno u šest odvojenih lokusa širom sveta, sa najranijim poznatim tragovima pronađenim širom tropskih i suptropskih oblasti jugozapdne i južne Azije, severne i centralne Afrike i Centralne Amerike starim otprilike 10.000—7.000 godina. Pojam neolitska revolucija 1920. godine uvodi Australijski istoričar i arheolog Čajld da bi opisao prvu veliku poljoprivrednu transformaciju.
Neolitska revolucija uključivala je mnogo više od jednostavnog usvajanja ograničenog seta tehnika za proizvodnju hrane. Male, pokretljive grupe lovaca-sakupljača koje su do tada dominirale ljudskom istorijom transformišu se u sedelačka društva sa izgrađenim selima i kasnije gradovima. Primena specijalizovanih tehnika za kultivisanje useva (npr. sistema za navodnjavanje) i skladištenje radikalno je promenila njihovu prirodnu sredinu i omogućila proizvodnju viška hrane. Ovakav razvoj događaja obezbedio je bazu za nastanak naselja sa velikom gustinom naseljenosti, društvene podele rada, ekonomije razmene dobara i trgovine, umetnosti, arhitekture, kulture, centralizovanih administracija i političkih struktura, hijerarhijskih ideologija, vlasništva, itd. što Ver naziva Urbana revolucija.
Ovi razvoji, koji se ponekad nazivaju i neolitski paket, pružili su osnovu za centralizovane uprave i političke strukture, hijerarhijske ideologije, depersonalizovane sisteme znanja (npr. pisanje), naseobine velike gustine, specijalizaciju i podelu rada, više trgovine, razvoj neprenosivih umetnosti i arhitekture i većeg vlasništva nad nekretninama. Najstarija poznata civilizacija razvila se u Sumeru u južnoj Mezopotamiji (oko 6.500 godina pre sadašnjosti); njen nastanak najavio je i početak bronzanog doba.
Odnos gore navedenih neolitskih karakteristika prema početku poljoprivrede, njihov redosled nastajanja i empirijski odnos jednih prema drugima na različitim neolitskim nalazištima ostaje predmet akademske debate i varira od mesta do mesta, pre nego da je ishod univerzalnih zakona društvene evolucije. Levant je video prve razvoje neolitske revolucije od oko 10.000 godina pre nove ere, nakon čega su usledila nalazišta u širem Plodnom polumesecu.

## Pozadina
Lovci-sakupljači su imali različite potrebe za život i način života od poljoprivrednika. Oni su stanovali u privremenim skloništima i bili su izuzetno mobilni, kretali su se u malim grupama i imali ograničeni kontakt sa strancima. Njihova ishrana je bila dobro izbalansirana i zavisila je od toga šta im okruženje pruža svake sezone. Budući da je pojava poljoprivrede omogućila podršku većim grupama, poljoprivrednici su živeli u stalnijim naseobinama u područjima koja su bila gušće naseljena nego što bi to moglo podržati način života lovaca i sakupljača. Razvoj trgovačkih mreža i složenih društava doveo ih je u kontakt sa spoljnim grupama.
Međutim, povećanje populacije nije nužno koreliralo sa poboljšanjem zdravlja. Oslanjanje na jedan usev može negativno uticati na zdravlje čak i ako omogućava podršku većem broju ljudi. Kukuruz ima nedostatak određenih esencijalnih aminokiselina (lizina i triptofana) i loš je izvor gvožđa. Fitinska kiselina koju sadrži može sprečiti apsorpciju hranljivih materija. Drugi faktori koji su verovatno uticali na zdravlje ranih poljoprivrednika i njihove pripitomljene stoke, bili su povećan broj parazita i štetočina koje prenose bolesti povezane sa ljudskim otpadom i zagađenom hranom i vodom. Đubriva i navodnjavanje su možda povećali prinose useva, ali bi takođe promovisali širenje insekata i bakterija u lokalnom okruženju, dok je skladištenje zrna privuklo dodatne insekte i glodare.

## Literatura
- Bailey, Douglass (2001). Balkan Prehistory: Exclusions, Incorporation and Identity. Routledge Publishers. ISBN 0-415-21598-6.
- Bailey, Douglass (2005). Prehistoric Figurines: Representation and Corporeality in the Neolithic. Routledge Publishers. ISBN 0-415-33152-8.
- Balter, Michael (2005). The Goddess and the Bull: Catalhoyuk, An Archaeological Journey to the Dawn of Civilization. New York: Free Press. ISBN 0-7432-4360-9.
- Bellwood, Peter (2004). First Farmers: The Origins of Agricultural Societies. Blackwell. ISBN 0-631-20566-7.
- Bocquet-Appel, Jean-Pierre, editor and Ofer Bar-Yosef, ур. (2008). The Neolithic Demographic Transition and its Consequences. Springer. ISBN 978-1-4020-8538-3.. Springer. (October 21), hardcover, 544 pages, , trade paperback and Kindle editions are also available.
- Cohen, Mark Nathan . (1977). The Food Crisis in Prehistory: Overpopulation and the Origins of Agriculture. New Haven and London: Yale University Press. ISBN 0-300-02016-3.
- Diamond, Jared (1997). Guns, germs and steel. A short history of everybody for the last 13,000 years.
- Diamond, Jared (2002). „Evolution, Consequences and Future of Plant and Animal Domestication”. Nature. 418 (6898): 700. Bibcode:2002Natur.418..700D. doi:10.1038/nature01019., Vol 418.
- Harlan, Jack R (1992). Crops & Man: Views on Agricultural Origins.. ASA, CSA, Madison, WI. https://web.archive.org/web/20060819110723/http://www.hort.purdue.edu/newcrop/history/lecture03/r_3-1.html
- Wright, Gary A. (1971). „Origins of Food Production in Southwestern Asia: A Survey of Ideas”. Current Anthropology. 12 (4–5): 447—477. doi:10.1086/201233.
- Kuijt, Ian; Finlayson, Bill (2009). „Evidence for food storage and predomestication granaries 11,000 years ago in the Jordan Valley” (PDF). PNAS. 106 (27): 10966—10970. Bibcode:2009PNAS..10610966K. PMC 2700141 . PMID 19549877. doi:10.1073/pnas.0812764106 .
- Manning, Richard (1. 2. 2005). Against the Grain: How Agriculture Has Hijacked Civilization. Farrar, Straus and Giroux. ISBN 978-1-4668-2342-6.
- Civitello, Linda (29. 3. 2011). Cuisine and Culture: A History of Food and People. John Wiley & Sons. ISBN 978-0470403716.
- Federico, Giovanni (2005). Feeding the World: An Economic History of Agriculture 1800–2000. Princeton UP. highly. quantitative
- Grew, Raymond (1999). Food in Global History. Архивирано из оригинала 04. 06. 2011. г. Приступљено 07. 09. 2021.
- Heiser, Charles B (1990). Seed to Civilization: The Story of Food. W.H. Freeman.
- Herr, Richard, ур. (1993). Themes in Rural History of the Western World. Iowa State UP.
- Mazoyer, Marcel, and Laurence Roudart (2006). A History of World Agriculture: From the Neolithic Age to the Current Crisis. Monthly Review Press.. Marxist perspective
- Prentice, E. Parmalee. Hunger and History: The Influence of Hunger on Human History (Harper, 1939)
- Tauger, Mark (2008). Agriculture in World History. Routledge.
- Bakels, C.C. The Western European Loess Belt: Agrarian History, 5300 BC – AD 1000 (Springer, 2009)
- Barker, Graeme, and Candice Goucher, eds (2015). The Cambridge World History: Volume 2, A World with Agriculture, 12000 BCE–500 CE. Cambridge UP.. }
- Bowman, Alan K. and Rogan, Eugene, ур. (1999). Agriculture in Egypt: From Pharaonic to Modern Times. Oxford UP.
- Cohen, M.N. The Food Crisis in Prehistory: Overpopulation and the Origins of Agriculture (Yale UP, 1977)
- Crummey, Donald and Stewart, C.C., eds. Modes of Production in Africa: The Precolonial Era (Sagem 1981)
- Diamond, Jared (1997). Guns, Germs, and Steel. W.W. Norton.
- Duncan-Jones, Richard (1982). Economy of the Roman Empire. Cambridge UP.
- Habib, Irfan. Agrarian System of Mughal India (3rd изд.).. (Oxford UP. . 2013)
- Harris, D.R., ed. The Origins and Spread of Agriculture and Pastoralism in Eurasia, (Routledge, 1996)
- Isager, Signe and Jens Erik Skydsgaard (1995). Ancient Greek Agriculture: An Introduction. Routledge.
- Lee, Mabel Ping-hua (1921). The economic history of china: with special reference to agriculture. Columbia University.
- Murray, Jacqueline (1970). The First European Agriculture. Edinburgh UP.
- Oka, H-I (2012). Origin of Cultivated Rice. Elsevier.
- Price, T.D. and A. Gebauer, eds. Last Hunters – First Farmers: New Perspectives on the Prehistoric Transition to Agriculture (1995)
- Srivastava, Vinod Chandra, ed. History of Agriculture in India. (5 vols., 2014). From 2000 BC to present.
- Stevens, C.E. "Agriculture and Rural Life in the Later Roman Empire" in Cambridge Economic History of Europe, Vol. I, The Agrarian Life of the Middle Ages (Cambridge UP, 1971)
- Teall, John L. (1959). „The grain supply of the Byzantine Empire, 330–1025”. Dumbarton Oaks Papers. 13: 87—139. JSTOR 1291130. doi:10.2307/1291130.
- Yasuda, Y., ed. The Origins of Pottery and Agriculture (SAB, 2003)
- Collingham, E.M. The Taste of War: World War Two and the Battle for Food (Penguin, 2012)
- Kerridge, Erik (1969). „The Agricultural Revolution Reconsidered.”. Agricultural History. 43 (4): 463—475. Agricultural History ( 1969) 43:4, 463–475. , in Britain, 1750–1850
- Ludden, David, ур. (1999). New Cambridge History of India: An Agrarian History of South Asia. Cambridge. Архивирано из оригинала 04. 06. 2011. г. Приступљено 07. 09. 2021.
- McNeill, William H. (1999). „How the Potato Changed the World's History”. Social Research. 66 (1): 67—83. JSTOR 40971302. PMID 22416329.
- Mintz, Sidney (1986). Sweetness and Power: The Place of Sugar in Modern History. Penguin.
- Reader, John (2008). Propitious Esculent: The Potato in World History. Heinemann.. a standard scholarly history
- Salaman, Redcliffe N (2010). The History and Social Influence of the Potato. Cambridge.
- Ambrosoli, Mauro (1997). The Wild and the Sown: Botany and Agriculture in Western Europe, 1350–1850. Cambridge UP.
- Brassley, Paul, Yves Segers, and Leen Van Molle, ур. (2012). War, Agriculture, and Food: Rural Europe from the 1930s to the 1950s. Routledge.
- Brown, Jonathan (1987). Agriculture in England: A Survey of Farming, 1870–1947. Manchester UP.
- Clark, Gregory (2007). „The long march of history: Farm wages, population, and economic growth, England 1209–1869” (PDF). Economic History Review. 60 (1): 97—135. S2CID 154325999. doi:10.1111/j.1468-0289.2006.00358.x.
- Dovring, Folke, ур. (1965). Land and labor in Europe in the twentieth century: a comparative survey of recent agrarian history. Springer.
- Gras, Norman (1925). A history of agriculture in Europe and America. Crofts.
- Harvey, Nigel (1980). The Industrial Archaeology of Farming in England and Wales. HarperCollins.
- Hoffman, Philip T (1996). Growth in a Traditional Society: The French Countryside, 1450–1815. Princeton UP.
- Hoyle, Richard W., ed. The Farmer in England, 1650–1980 (Routledge, 2013)
- Kussmaul, Ann (1990). A General View of the Rural Economy of England, 1538–1840. Cambridge University Press.
- Langdon, John (1986). Horses, Oxen and Technological Innovation: The Use of Draught Animals in English Farming from 1066 to 1500. Cambridge UP.
- McNeill, William H. (1948). „The Introduction of the Potato into Ireland”. Journal of Modern History. 21 (3): 218—221. JSTOR 1876068. S2CID 145099646. doi:10.1086/237272.
- Moon, David (2014). The Plough that Broke the Steppes: Agriculture and Environment on Russia's Grasslands, 1700–1914. Oxford UP.
- Slicher van Bath, B.H. The Agrarian History of Western Europe, AD 500–1850 (Edward Arnold, reprint, 1963)
- Thirsk, Joan;  . (1978). The Agrarian History of England and Wales. Cambridge University Press.. (8 vols.)
- Williamson, Tom (2002). Transformation of Rural England: Farming and the Landscape 1700–1870. Liverpool UP.
- Zweiniger-Bargielowska, Ina; Rachel Duffett, and Alain Drouard, ур. (2011). Food and war in twentieth century Europe. Ashgate.
- Cochrane, Willard W (1993). The Development of American Agriculture: A Historical Analysis. University of Minnesota P.
- Fite, Gilbert C. (1983). „American Farmers: The New Minority”. Annals of Iowa. 46 (7): 553—555. doi:10.17077/0003-4827.8923 . Архивирано из оригинала 03. 10. 2017. г. Приступљено 07. 09. 2021.
- Gras, Norman (1925). , A History of Agriculture in Europe and America Проверите вредност параметра |url= (помоћ). F.S. Crofts.
- Gray, L.C. History of Agriculture in the Southern United States to 1860 (P. Smith, 1933) Volume I online; Volume 2
- Hart, John Fraser (2004). The Changing Scale of American Agriculture. University of Virginia Press.
- Hurt, R. Douglas (2002). American Agriculture: A Brief History. Purdue UP.
- Mundlak, Yair (2005). „Economic Growth: Lessons from Two Centuries of American Agriculture”. Journal of Economic Literature. 43 (4): 989—1024. CiteSeerX 10.1.1.582.8537 . doi:10.1257/002205105775362005.
- O'Sullivan, Robin. (2015). American Organic: A Cultural History of Farming, Gardening, Shopping, and Eating. University Press of Kansas.
- Rasmussen, Wayne D., ур. (1960). Readings in the history of American agriculture. University of Illinois Press.
- Robert, Joseph C (1949). The story of tobacco in America. University of North Carolina Press.
- Russell, Howard (1981). A Long Deep Furrow: Three Centuries of Farming In New England. UP of New England.
- Russell, Peter A (2012). How Agriculture Made Canada: Farming in the Nineteenth Century. McGill-Queen's UP.
- Schafer, Joseph. The social history of American agriculture. (Da Capo, 1970 [1936])
- Schlebecker John T (1972). Whereby we thrive: A history of American farming, 1607–1972. Iowa State UP.
- Weeden, William Babcock (1891). Economic and Social History of New England, 1620-1789. Houghton, Mifflin.